# Daniela Anschütz-Thoms
Pour les articles homonymes, voir Anschütz et Thoms.
Daniela Anschütz-Thoms, née le 20 novembre 1974 à Erfurt, est une patineuse de vitesse allemande.
Aux Jeux olympiques d'hiver de 2006, elle a remporté la poursuite par équipes (avec Anni Friesinger et Claudia Pechstein). Elle conserve son titre aux Jeux olympiques d'hiver de 2010 avec Stephanie Beckert, Anni Friesinger et Katrin Mattscherodt.

## Palmarès

### Jeux olympiques
- Jeux olympiques d'hiver de 2006 à Turin ( Italie) :
  -  Médaille d'or en poursuite par équipe
- Jeux olympiques d'hiver de 2010 à Vancouver (canada)